# Motorrad-Weltmeisterschaft 1977
Die Motorrad-WM-Saison 1977 war die 29. in der Geschichte der FIM-Motorrad-Straßenweltmeisterschaft.
In der Klassen bis 500 cm³ wurden elf, in den Klassen bis 350 cm³, bis 250 cm³ und bis 125 cm³ zwölf und in der Klasse bis 50 cm³ sowie bei den Gespannen sieben Rennen ausgetragen.

## Punkteverteilung
| Punktewertung | Punktewertung | Punktewertung | Punktewertung | Punktewertung | Punktewertung | Punktewertung | Punktewertung | Punktewertung | Punktewertung | Punktewertung |
| ------------- | ------------- | ------------- | ------------- | ------------- | ------------- | ------------- | ------------- | ------------- | ------------- | ------------- |
| Platz         | 1             | 2             | 3             | 4             | 5             | 6             | 7             | 8             | 9             | 10            |
| Punkte        | 15            | 12            | 10            | 8             | 6             | 5             | 4             | 3             | 2             | 1             |

In die Wertung kamen alle erzielten Resultate.

## Wissenswertes
- Die Konstrukteursweltmeister-Titel wurden dem Hersteller zugesprochen, der den Fahrerweltmeister in der jeweiligen Klasse stellte. Bei den Gespannen bekam nur der Motorenhersteller, Yamaha den Titel.
- Erstmals in der Geschichte der Motorrad-WM war die Tourist Trophy auf der Isle of Man kein offizielles WM-Rennen mehr. An ihre Stelle rückte der erstmals ausgetragene Große Preis von Großbritannien, der auf dem Silverstone Circuit stattfand.
- Das 350-cm³-Rennen um den Großen Preis von Österreich wurde nach einem schweren Unfall zu Rennmitte abgebrochen und annulliert. Franco Uncini und Johnny Cecotto waren kollidiert und hatten die Strecke mit Trümmerteilen verunreinigt. Die nachfolgenden Fahrer stürzten und verursachten einen Massenunfall. Der Schweizer Hans Stadelmann verstarb auf der Stelle, Dieter Braun musste seine Laufbahn verletzungsbedingt beenden und Johnny Cecotto sowie Patrick Fernandez wochenlang pausieren.
- Nach dem Unfall in Österreich musste Morbidelli-Werksfahrer Paolo Pileri pausieren, sein Ersatzmann Mario Lega, der als Privatfahrer in die Saison gegangen war, gewann den WM-Titel in der 250-cm³-Klasse.
- Am Saisonende beendete Giacomo Agostini nach 15-WM-Titeln und 122 Grand-Prix-Siegen seine Motorrad-WM-Karriere.

### Todesfälle
- Der Schweizer Hans Stadelmann kam beim Unfall im 350er-Rennen in Österreich ums Leben.[1]
- Giovanni Ziggiotto kam beim 250-cm³-Rennen um den Großen Preis von Jugoslawien zu Sturz und wurde vom nachfolgenden Per-Edvard Carlsson überrollt. Der Italiener verstarb elf Tage später in einem Krankenhaus in Rijeka.[2]
- Ulrich Graf aus der Schweiz kam beim selben Grand Prix in der 50er-Klasse ums Leben. Er prallte nach einem Sturz gegen einen Pfosten und war auf der Stelle tot.[3]

## 500-cm³-Klasse

### Rennergebnisse
|    | Datum      | Rennen                  | Strecke           | Platz 1        | Platz 2           | Platz 3           | Pole-Position   | Schn. Rennrunde  |
| -- | ---------- | ----------------------- | ----------------- | -------------- | ----------------- | ----------------- | --------------- | ---------------- |
| 1  | 20.03.     | 1. GP von Venezuela     | San Carlos        | Barry Sheene   | Steve Baker       | Pat Hennen        | Barry Sheene    | Barry Sheene     |
| 2  | 01.05.     | GP von Österreich       | Salzburgring      | Jack Findlay   | Max Wiener        | Alex George       | Barry Sheene    | Jack Findlay     |
| 3  | 08.05.     | 41. GP von Deutschland  | Hockenheim        | Barry Sheene   | Pat Hennen        | Steve Baker       | Barry Sheene    | Barry Sheene     |
| 4  | 15.05.     | 55. GP der Nationen     | Imola             | Barry Sheene   | Virginio Ferrari  | Armando Toracca   | Barry Sheene    | Barry Sheene     |
| 5  | 29.05.     | GP von Frankreich       | Le Castellet      | Barry Sheene   | Giacomo Agostini  | Steve Baker       | Steve Baker     | Giacomo Agostini |
| 6  | 25.06.     | 47. Dutch TT            | Assen             | Wil Hartog     | Barry Sheene      | Pat Hennen        | Barry Sheene    | Barry Sheene     |
| 7  | 03.07.     | 50. GP von Belgien      | Spa-Francorchamps | Barry Sheene   | Steve Baker       | Pat Hennen        | Philippe Coulon | Barry Sheene     |
| 8  | 23.–24.07. | GP von Schweden         | Anderstorp        | Barry Sheene   | Johnny Cecotto    | Steve Baker       | Barry Sheene    | Barry Sheene     |
| 9  | 31.07.     | GP von Finnland         | Imatra            | Johnny Cecotto | Marco Lucchinelli | Gianfranco Bonera | Barry Sheene    | Johnny Cecotto   |
| 10 | 07.08.     | GP der Tschechoslowakei | Masaryk-Ring      | Johnny Cecotto | Giacomo Agostini  | Michel Rougerie   | Johnny Cecotto  | Johnny Cecotto   |
| 11 | 14.08.     | GP von Großbritannien   | Silverstone       | Pat Hennen     | Steve Baker       | Teuvo Länsivuori  | Barry Sheene    | Steve Parrish    |

### Fahrerwertung
| 1  | Barry Sheene      | Suzuki | 107 |
| 2  | Steve Baker       | Yamaha | 80  |
| 3  | Pat Hennen        | Suzuki | 67  |
| 4  | Johnny Cecotto    | Yamaha | 50  |
| 5  | Steve Parrish     | Suzuki | 39  |
| 6  | Giacomo Agostini  | Yamaha | 37  |
| 7  | Gianfranco Bonera | Suzuki | 37  |
| 8  | Philippe Coulon   | Suzuki | 36  |
| 9  | Teuvo Länsivuori  | Suzuki | 35  |
| 10 | Wil Hartog        | Suzuki | 30  |
| 11 | Marco Lucchinelli | Suzuki | 25  |
| 12 | Virginio Ferrari  | Suzuki | 21  |
| 13 | Michel Rougerie   | Suzuki | 21  |
| 14 | Armando Toracca   | Suzuki | 21  |
| 15 | Max Wiener        | Suzuki | 20  |
| 16 | Jack Findlay      | Suzuki | 17  |

| 17 | Alex George         | Suzuki | 15 |
| 18 | Helmut Kassner      | Suzuki | 9  |
| 19 | Franz Heller        | Suzuki | 6  |
|    | Steve Wright        | Suzuki | 6  |
| 21 | Christian Estrosi   | Suzuki | 6  |
| 22 | Michael Schmid      | Suzuki | 5  |
| 23 | John Newbold        | Suzuki | 4  |
|    | Derek Chatterton    | Suzuki | 4  |
| 25 | Toni Mang           | Suzuki | 4  |
|    | John Williams       | Suzuki | 4  |
| 27 | Boet van Dulmen     | Suzuki | 3  |
| 28 | Jean-Philippe Orban | Suzuki | 2  |
|    | Franz Rau           | Suzuki | 2  |
| 30 | Alan North          | Suzuki | 1  |
|    | Karl Auer           | Yamaha | 1  |
|    | Kevin Wrettom       | Suzuki | 1  |

### Konstrukteurswertung
Der Konstrukteurstitel wurde Suzuki zuerkannt.

## 350-cm³-Klasse

### Rennergebnisse
|    | Datum      | Rennen                  | Strecke      | Platz 1           | Platz 2            | Platz 3            | Pole-Position     | Schn. Rennrunde   |
| -- | ---------- | ----------------------- | ------------ | ----------------- | ------------------ | ------------------ | ----------------- | ----------------- |
| 1  | 20.03.     | 1. GP von Venezuela     | San Carlos   | Johnny Cecotto    | Víctor Palomo      | Patrick Fernandez  | Johnny Cecotto    | Johnny Cecotto    |
| 2  | 01.05.     | GP von Österreich       | Salzburgring | Annulliert        | Annulliert         | Annulliert         | Alan North        | –                 |
| 3  | 08.05.     | 41. GP von Deutschland  | Hockenheim   | Takazumi Katayama | Giacomo Agostini   | Olivier Chevallier | Alan North        | Giacomo Agostini  |
| 4  | 15.05.     | 55. GP der Nationen     | Imola        | Alan North        | Mario Lega         | Takazumi Katayama  | Alan North        | Mario Lega        |
| 5  | 22.05.     | GP von Spanien          | Jarama       | Michel Rougerie   | Christian Sarron   | Takazumi Katayama  | Alan North        | Michel Rougerie   |
| 6  | 29.05.     | GP von Frankreich       | Le Castellet | Takazumi Katayama | Jon Ekerold        | Bruno Kneubühler   | Jon Ekerold       | Takazumi Katayama |
| 7  | 19.06.     | GP von Jugoslawien      | Opatija      | Takazumi Katayama | Jon Ekerold        | Michel Rougerie    | John Dodds        | Takazumi Katayama |
| 8  | 25.06.     | 47. Dutch TT            | Assen        | Kork Ballington   | Michel Rougerie    | Patrick Fernandez  | Patrick Fernandez | Patrick Fernandez |
| 9  | 23.–24.07. | GP von Schweden         | Anderstorp   | Takazumi Katayama | Kork Ballington    | Patrick Fernandez  | Patrick Fernandez | Kork Ballington   |
| 10 | 31.07.     | GP von Finnland         | Imatra       | Takazumi Katayama | Christian Sarron   | Jon Ekerold        | Johnny Cecotto    | Jon Ekerold       |
| 11 | 07.08.     | GP der Tschechoslowakei | Masaryk-Ring | Johnny Cecotto    | Tom Herron         | Christian Sarron   | Johnny Cecotto    | Johnny Cecotto    |
| 12 | 14.08.     | GP von Großbritannien   | Silverstone  | Kork Ballington   | Olivier Chevallier | John Williams      | Kork Ballington   | Kork Ballington   |

### Fahrerwertung
| 1  | Takazumi Katayama  | Yamaha          | 95 |
| 2  | Tom Herron         | Yamaha          | 56 |
| 3  | Jon Ekerold        | Yamaha          | 54 |
| 4  | Michel Rougerie    | Yamaha          | 50 |
| 5  | Kork Ballington    | Yamaha          | 46 |
| 6  | Olivier Chevallier | Yamaha          | 39 |
| 7  | Christian Sarron   | Yamaha          | 38 |
| 8  | Patrick Fernandez  | Yamaha          | 34 |
| 9  | Johnny Cecotto     | Yamaha          | 30 |
| 10 | Alan North         | Yamaha          | 30 |
| 11 | Bruno Kneubühler   | Yamaha          | 24 |
| 12 | Vic Soussan        | Yamaha          | 21 |
| 13 | Pentti Korhonen    | Yamaha          | 20 |
| 14 | Víctor Palomo      | Yamaha          | 18 |
| 15 | Pekka Nurmi        | Yamaha          | 18 |
| 16 | Patrick Pons       | Yamaha          | 15 |
| 17 | Walter Villa       | Harley-Davidson | 14 |
| 18 | Giacomo Agostini   | Yamaha          | 13 |
| 19 | Mario Lega         | Morbidelli      | 12 |
| 20 | Franco Uncini      | Harley-Davidson | 11 |
| 21 | John Dodds         | Yamaha          | 11 |

| 22 | John Williams      | Yamaha | 10 |
| 23 | Eero Hyvärinen     | Yamaha | 10 |
| 24 | Eddie Roberts      | Yamaha | 8  |
| 25 | Philippe Bouzanne  | Yamaha | 6  |
|    | Alan Stewart       | Yamaha | 6  |
| 27 | Pedro Mezerhane    | Yamaha | 4  |
|    | Seppo Rossi        | Yamaha | 4  |
|    | Michel Frutschi    | Yamaha | 4  |
| 30 | Helmut Kassner     | Yamaha | 4  |
| 31 | Carlos Bellón      | Yamaha | 3  |
|    | Felice Agostini    | Yamaha | 3  |
|    | Tapio Virtanen     | Yamaha | 3  |
| 34 | Jean-Claude Hogrel | Yamaha | 2  |
| 35 | Edoardo Alemán     | Yamaha | 2  |
|    | Denis Boulom       | Yamaha | 2  |
| 37 | Raúl Tausani       | Yamaha | 1  |
|    | Chas Mortimer      | Yamaha | 1  |
|    | John Newbold       | Yamaha | 1  |
|    | Karl Auer          | Yamaha | 1  |
|    | Austin Hockley     | Yamaha | 1  |

### Konstrukteurswertung
Der Konstrukteurstitel wurde Yamaha zuerkannt.

## 250-cm³-Klasse

### Rennergebnisse
|    | Datum      | Rennen                  | Strecke           | Platz 1           | Platz 2           | Platz 3            | Pole-Position     | Schn. Rennrunde   |
| -- | ---------- | ----------------------- | ----------------- | ----------------- | ----------------- | ------------------ | ----------------- | ----------------- |
| 1  | 20.03.     | 1. GP von Venezuela     | San Carlos        | Walter Villa      | Patrick Fernandez | Víctor Palomo      | Franco Uncini     | Walter Villa      |
| 2  | 08.05.     | 41. GP von Deutschland  | Hockenheim        | Christian Sarron  | Akihiko Kiyohara  | Franco Uncini      | Akihiko Kiyohara  | Akihiko Kiyohara  |
| 3  | 15.05.     | 55. GP der Nationen     | Imola             | Franco Uncini     | Mario Lega        | Barry Ditchburn    | Franco Uncini     | Franco Uncini     |
| 4  | 22.05.     | GP von Spanien          | Jarama            | Takazumi Katayama | Alan North        | Olivier Chevallier | Ken Nemoto        | Takazumi Katayama |
| 5  | 29.05.     | GP von Frankreich       | Le Castellet      | Jon Ekerold       | Alan North        | Vic Soussan        | Barry Ditchburn   | Alan North        |
| 6  | 19.06.     | GP von Jugoslawien      | Opatija           | Mario Lega        | Takazumi Katayama | Tom Herron         | Michel Rougerie   | Mario Lega        |
| 7  | 25.06.     | 47. Dutch TT            | Assen             | Mick Grant        | Franco Uncini     | Barry Ditchburn    | Alan North        | Franco Uncini     |
| 8  | 03.07.     | 50. GP von Belgien      | Spa-Francorchamps | Walter Villa      | Takazumi Katayama | Mario Lega         | Walter Villa      | Walter Villa      |
| 9  | 23.–24.07. | GP von Schweden         | Anderstorp        | Mick Grant        | Mario Lega        | Jon Ekerold        | Mick Grant        | Mick Grant        |
| 10 | 31.07.     | GP von Finnland         | Imatra            | Walter Villa      | Mick Grant        | Kork Ballington    | Alan North        | Walter Villa      |
| 11 | 07.08.     | GP der Tschechoslowakei | Masaryk-Ring      | Franco Uncini     | Walter Villa      | Mario Lega         | Franco Uncini     | Walter Villa      |
| 12 | 14.08.     | GP von Großbritannien   | Silverstone       | Kork Ballington   | Aldo Nannini      | Eric Saul          | Takazumi Katayama | Eric Saul         |

### Fahrerwertung
| 1  | Mario Lega         | Yamaha / Morbidelli                             | 85 |
| 2  | Franco Uncini      | Bimota-Harley-Davidson / Bakker-Harley-Davidson | 72 |
| 3  | Walter Villa       | Bimota-Harley-Davidson / Bakker-Harley-Davidson | 67 |
| 4  | Takazumi Katayama  | Yamaha                                          | 58 |
| 5  | Tom Herron         | Yamaha                                          | 54 |
| 6  | Kork Ballington    | Yamaha                                          | 49 |
| 7  | Alan North         | Yamaha                                          | 43 |
| 8  | Mick Grant         | Kawasaki                                        | 42 |
| 9  | Jon Ekerold        | Yamaha                                          | 42 |
| 10 | Patrick Fernandez  | Yamaha                                          | 28 |
| 11 | Barry Ditchburn    | Kawasaki                                        | 27 |
| 12 | Vic Soussan        | Yamaha                                          | 25 |
| 13 | Olivier Chevallier | Yamaha                                          | 25 |
| 14 | Christian Sarron   | Yamaha                                          | 23 |
| 15 | Aldo Nannini (†)   | Yamaha                                          | 19 |
| 16 | Pentti Korhonen    | Yamaha                                          | 15 |
| 17 | Akihiko Kiyohara   | Kawasaki                                        | 14 |

| 18 | Guy Bertin          | Yamaha     | 11 |
| 19 | Pekka Nurmi         | Yamaha     | 11 |
| 20 | Víctor Palomo       | Yamaha     | 10 |
| 21 | Eric Saul           | Yamaha     | 10 |
| 22 | John Dodds          | Yamaha     | 9  |
| 23 | Vinicio Salmi       | Yamaha     | 8  |
|    | Masahiro Wada       | Kawasaki   | 8  |
| 25 | Pierluigi Conforti  | Yamaha     | 6  |
| 26 | Bruno Kneubühler    | Yamaha     | 6  |
| 27 | Michel Rougerie     | Yamaha     | 5  |
|    | Chas Mortimer       | Yamaha     | 5  |
| 29 | Jean-François Baldé | Kawasaki   | 4  |
| 30 | Eero Hyvärinen      | Yamaha     | 3  |
| 31 | Philippe Bouzanne   | Yamaha     | 2  |
|    | Paolo Pileri        | Morbidelli | 2  |
| 33 | Patrick Pons        | Yamaha     | 2  |
| 34 | Mauro Corradini     | Yamaha     | 1  |
|    | Vanes Francini      | Yamaha     | 1  |

### Konstrukteurswertung
Der Konstrukteurstitel wurde Morbidelli zuerkannt.

## 125-cm³-Klasse

### Rennergebnisse
|    | Datum      | Rennen                 | Strecke           | Platz 1            | Platz 2            | Platz 3             | Pole-Position      | Schn. Rennrunde    |
| -- | ---------- | ---------------------- | ----------------- | ------------------ | ------------------ | ------------------- | ------------------ | ------------------ |
| 1  | 20.03.     | 1. GP von Venezuela    | San Carlos        | Ángel Nieto        | Toni Mang          | Iván Palazzese      | Ángel Nieto        | Ángel Nieto        |
| 2  | 01.05.     | GP von Österreich      | Salzburgring      | Eugenio Lazzarini  | Pier Paolo Bianchi | Harald Bartol       | Ángel Nieto        | Eugenio Lazzarini  |
| 3  | 08.05.     | 41. GP von Deutschland | Hockenheim        | Pier Paolo Bianchi | Eugenio Lazzarini  | Toni Mang           | Eugenio Lazzarini  | Pier Paolo Bianchi |
| 4  | 15.05.     | 55. GP der Nationen    | Imola             | Pier Paolo Bianchi | Eugenio Lazzarini  | Maurizio Massimiani | Pier Paolo Bianchi | Pier Paolo Bianchi |
| 5  | 22.05.     | GP von Spanien         | Jarama            | Pier Paolo Bianchi | Eugenio Lazzarini  | J.-L. Guignabodet   | Pier Paolo Bianchi | Pier Paolo Bianchi |
| 6  | 29.05.     | GP von Frankreich      | Le Castellet      | Pier Paolo Bianchi | Eugenio Lazzarini  | Harald Bartol       | Pier Paolo Bianchi | Pier Paolo Bianchi |
| 7  | 19.06.     | GP von Jugoslawien     | Opatija           | Pier Paolo Bianchi | Ángel Nieto        | Maurizio Massimiani | Pier Paolo Bianchi | Pier Paolo Bianchi |
| 8  | 25.06.     | 47. Dutch TT           | Assen             | Ángel Nieto        | Harald Bartol      | Gert Bender         | Pier Paolo Bianchi | Ángel Nieto        |
| 9  | 03.07.     | 50. GP von Belgien     | Spa-Francorchamps | Pier Paolo Bianchi | Ángel Nieto        | Toni Mang           | Pier Paolo Bianchi | Ángel Nieto        |
| 10 | 23.–24.07. | GP von Schweden        | Anderstorp        | Ángel Nieto        | Pier Paolo Bianchi | Eugenio Lazzarini   | Pier Paolo Bianchi | Eugenio Lazzarini  |
| 11 | 31.07.     | GP von Finnland        | Imatra            | Pier Paolo Bianchi | Eugenio Lazzarini  | J.-L. Guignabodet   | Pier Paolo Bianchi | Pier Paolo Bianchi |
| 12 | 14.08.     | GP von Großbritannien  | Silverstone       | Pierluigi Conforti | Eugenio Lazzarini  | J.-L. Guignabodet   | Pierluigi Conforti | Eugenio Lazzarini  |

### Fahrerwertung
| 1  | Pier Paolo Bianchi     | Morbidelli              | 131 |
| 2  | Eugenio Lazzarini      | Morbidelli              | 105 |
| 3  | Ángel Nieto            | Bultaco                 | 80  |
| 4  | Jean-Louis Guignabodet | Morbidelli              | 62  |
| 5  | Toni Mang              | Morbidelli              | 55  |
| 6  | Gert Bender            | Bender                  | 38  |
| 7  | Harald Bartol          | Morbidelli              | 32  |
| 8  | Hans Müller            | Morbidelli              | 32  |
| 9  | Stefan Dörflinger      | Morbidelli              | 32  |
| 10 | Pierluigi Conforti     | Morbidelli              | 30  |
| 11 | Maurizio Massimiani    | Morbidelli              | 22  |
| 12 | Giovanni Ziggiotto (†) | Morbidelli              | 21  |
| 13 | Julien van Zeebroeck   | Morbidelli / Motobécane | 20  |
| 14 | Per-Edvard Carlsson    | Morbidelli              | 14  |
| 15 | Ermanno Giuliano       | Morbidelli              | 11  |
| 16 | Iván Palazzese         | Morbidelli              | 10  |
| 17 | Sauro Pazzaglia        | Morbidelli              | 9   |
| 18 | Rino Pretelli          | Morbidelli              | 8   |

| 19 | Claudio Lusuardi  | Morbidelli | 8 |
| 20 | Willy Pérez       | Yamaha     | 7 |
| 21 | Matti Kinnunen    | Morbidelli | 7 |
| 22 | Thierry Noblesse  | Morbidelli | 6 |
| 23 | Johann Parzer     | Morbidelli | 5 |
| 24 | Rolf Blatter      | Morbidelli | 5 |
|    | Cees van Dongen   | Morbidelli | 5 |
|    | Benga Johansson   | Morbidelli | 5 |
| 27 | Rafael Olavarria  | Yamaha     | 4 |
|    | János Drapál      | Morbidelli | 4 |
|    | Horst Seel        | Seel       | 4 |
|    | Thierry Espié     | Motobécane | 4 |
| 31 | Werner Schmied    | Rotax      | 3 |
| 32 | Jan Huberts       | Morbidelli | 2 |
|    | Patrick Plisson   | Morbidelli | 2 |
| 34 | Pieraldo Cipriani | Morbidelli | 1 |
|    | Jorge Navarrete   | Bultaco    | 1 |
|    | Enrico Cereda     | Morbidelli | 1 |

### Konstrukteurswertung
Der Konstrukteurstitel wurde Morbidelli zuerkannt.

## 50-cm³-Klasse

### Rennergebnisse
|   | Datum      | Rennen                 | Strecke           | Platz 1            | Platz 2            | Platz 3            | Pole-Position     | Schn. Rennrunde    |
| - | ---------- | ---------------------- | ----------------- | ------------------ | ------------------ | ------------------ | ----------------- | ------------------ |
| 1 | 08.05.     | 41. GP von Deutschland | Hockenheim        | Herbert Rittberger | Eugenio Lazzarini  | Ángel Nieto        | Ángel Nieto       | Herbert Rittberger |
| 2 | 15.05.     | 55. GP der Nationen    | Imola             | Eugenio Lazzarini  | Ricardo Tormo      | Ángel Nieto        | Eugenio Lazzarini | Eugenio Lazzarini  |
| 3 | 22.05.     | GP von Spanien         | Jarama            | Ángel Nieto        | Eugenio Lazzarini  | Ricardo Tormo      | Ángel Nieto       | Eugenio Lazzarini  |
| 4 | 19.06.     | GP von Jugoslawien     | Opatija           | Ángel Nieto        | Ricardo Tormo      | Patrick Plisson    | Ángel Nieto       | Ángel Nieto        |
| 5 | 25.06.     | 47. Dutch TT           | Assen             | Ángel Nieto        | Ricardo Tormo      | Herbert Rittberger | Eugenio Lazzarini | Eugenio Lazzarini  |
| 6 | 03.07.     | 50. GP von Belgien     | Spa-Francorchamps | Eugenio Lazzarini  | Herbert Rittberger | Ángel Nieto        | Ángel Nieto       | Eugenio Lazzarini  |
| 7 | 23.–24.07. | GP von Schweden        | Anderstorp        | Ricardo Tormo      | Ángel Nieto        | Eugenio Lazzarini  | Eugenio Lazzarini | Ricardo Tormo      |

### Fahrerwertung
| 1  | Ángel Nieto            | Bultaco    | 87 |
| 2  | Eugenio Lazzarini      | Kreidler   | 72 |
| 3  | Ricardo Tormo          | Bultaco    | 69 |
| 4  | Herbert Rittberger     | Kreidler   | 53 |
| 5  | Patrick Plisson        | ABF        | 26 |
| 6  | Stefan Dörflinger      | Kreidler   | 24 |
| 7  | Jean-Louis Guignabodet | Morbidelli | 14 |
| 8  | Hans-Jürgen Hummel     | Kreidler   | 11 |
| 9  | Julien van Zeebroeck   | Kreidler   | 10 |
| 10 | Ramón Galí             | Derbi      | 10 |
| 11 | Ulrich Graf (†)        | Kreidler   | 9  |
| 12 | Hagen Klein            | Kreidler   | 9  |
| 13 | Cees van Dongen        | Kreidler   | 8  |
| 14 | Theo Timmer            | Kreidler   | 8  |
| 15 | Aldo Pero              | Kreidler   | 7  |

| 16 | Günter Schirnhofer | Kreidler | 7 |
| 17 | Rolf Blatter       | Kreidler | 6 |
| 18 | Rudolf Kunz        | Kreidler | 5 |
|    | Claudio Lusuardi   | Lusuardi | 5 |
| 20 | Wolfgang Müller    | Kreidler | 4 |
| 21 | Engelbert Kip      | Kreidler | 3 |
|    | Adrijan Bernetic   | Tomos    | 3 |
| 23 | Ingo Emmerich      | Kreidler | 2 |
|    | Ezio Mischiatti    | Derbi    | 2 |
|    | Charles Dumont     | Kreidler | 2 |
|    | Lennart Lundgren   | Kreidler | 2 |
| 27 | Jacky Hutteau      | ABF      | 1 |
|    | Jorge Navarrete    | Derbi    | 1 |
|    | Peter Looijesteijn | Kreidler | 1 |
|    | Juup Bosman        | Kreidler | 1 |

### Konstrukteurswertung
Der Konstrukteurstitel wurde Bultaco zuerkannt.

## Gespanne (500 cm³)

### Rennergebnisse
|   | Datum  | Rennen                  | Strecke           | Platz 1                             | Platz 2                             | Platz 3                          | Pole-Position                    | Schn. Rennrunde                     |
| - | ------ | ----------------------- | ----------------- | ----------------------------------- | ----------------------------------- | -------------------------------- | -------------------------------- | ----------------------------------- |
| 1 | 01.05. | GP von Österreich       | Salzburgring      | Rolf Biland / Kenneth Williams      | George O’Dell / Kenny Arthur        | Alain Michel / Gérard Lecorre    | Rolf Biland / Kenneth Williams   | Rolf Biland / Kenneth Williams      |
| 2 | 08.05. | GP von Deutschland      | Hockenheim        | Rolf Biland / Kenneth Williams      | Max Venus / Norbert Bittermann      | George O’Dell / Kenny Arthur     | Rolf Biland / Kenneth Williams   | Rolf Biland / Kenneth Williams      |
| 3 | 29.05. | GP von Frankreich       | Le Castellet      | Alain Michel / Gérard Lecorre       | George O’Dell / Kenny Arthur        | Helmut Schilling / Rainer Gundel | Rolf Biland / Kenneth Williams   | Alain Michel / Gérard Lecorre       |
| 4 | 25.06. | 47. Dutch TT            | Assen             | Rolf Biland / Kenneth Williams      | Alain Michel / Gérard Lecorre       | Werner Schwärzel / Andreas Huber | Rolf Biland / Kenneth Williams   | Rolf Biland / Kenneth Williams      |
| 5 | 03.07. | 50. GP von Belgien      | Spa-Francorchamps | Werner Schwärzel / Andreas Huber    | Rolf Steinhausen / Wolfgang Kalauch | George O’Dell / Cliff Holland    | Werner Schwärzel / Andreas Huber | Rolf Steinhausen / Wolfgang Kalauch |
| 6 | 07.08. | GP der Tschechoslowakei | Masaryk-Ring      | Rolf Steinhausen / Wolfgang Kalauch | Siegfried Schauzu / Lorenzo Puzo    | George O’Dell / Cliff Holland    | Werner Schwärzel / Andreas Huber | Werner Schwärzel / Andreas Huber    |
| 7 | 14.08. | GP von Großbritannien   | Silverstone       | Werner Schwärzel / Andreas Huber    | Rolf Steinhausen / Wolfgang Kalauch | George O’Dell / Cliff Holland    | Rolf Biland / Kenneth Williams   | Werner Schwärzel / Andreas Huber    |

### Fahrerwertung
| 1  | George O’Dell         | Kenny Arthur bzw. Cliff Holland                            | Windle-Yamaha / Seymaz-Yamaha | 64 |
| 2  | Rolf Biland           | Kenneth Williams                                           | Schmid-Yamaha                 | 56 |
| 3  | Werner Schwärzel      | Andreas Huber                                              | ARO-Fath                      | 46 |
| 4  | Rolf Steinhausen      | Andreas Huber bzw. Wolfgang Kalauch                        | Busch-König / Busch-Yamaha    | 44 |
| 5  | Alain Michel          | Gérard Lecorre                                             | GEP-Yamaha                    | 41 |
| 6  | Göte Brodin           | Bengt Forsberg bzw. Per-Erik Wickström                     | Yamaha                        | 38 |
| 7  | Helmut Schilling (†)  | Rainer Gundel                                              | ARO-Yamaha                    | 29 |
| 8  | Dick Greasley         | Mick Skeels                                                | Yamaha                        | 23 |
| 9  | Siegfried Schauzu     | Hartmut Schimanski bzw. Wolfgang Kalauch bzw. Lorenzo Puzo | Yamaha                        | 20 |
| 10 | Bruno Holzer          | Karl Meierhans                                             | LCR-Yamaha                    | 18 |
| 11 | Max Venus             | Norbert Bittermann                                         | König                         | 13 |
| 12 | Hermann Schmid        | Martial Jean-Petit-Matile                                  | Schmid-Yamaha                 | 12 |
| 13 | Jean-François Monnin  | Edouard Weber                                              | Seymaz-Yamaha                 | 10 |
| 14 | Malcolm Hobson        | Stuart Collins                                             | Yamaha / Suzuki               | 10 |
| 15 | Walter Ohrmann        | Bernd Grube                                                | König                         | 7  |
| 16 | Cees Smit             | Jan Smit                                                   | König                         | 7  |
| 17 | Heinz Luthringshauser | Hermann Hahn                                               | Krauser-BMW                   | 5  |
| 18 | Amedeo Zini           | Andrea Fornaro                                             | König                         | 5  |
| 19 | Mick Boddice          | Chas Birks                                                 | Yamaha                        | 4  |
| 20 | Yvan Trolliet         | Pierre Muller                                              | Yamaha                        | 4  |
| 21 | Ted Jansen            | Erich Schmitz                                              | Yamaha                        | 3  |
| 22 | Herbert Prügl         | Johann Kussberger                                          | Rotax                         | 1  |
|    | Kurt Jelonek          | Volker Rieß                                                | König                         | 1  |
|    | Gustav Pape           | Franz Kallenberg                                           | König                         | 1  |

### Konstrukteurswertung
Der Konstrukteurstitel wurde Windle-Yamaha und Seymaz-Yamaha zuerkannt.

## Verweise